# Konstantin 2. af Skotland
Konstantin II (Causantín mac Áeda) (født ca. 874, død 952) var konge af Skotland fra 900 til 942 eller 943. Han var søn af kong Aedh, fætter af forgængeren Donald II og familie i tredje led til efterfølgeren Malcolm, som han abdicerede kongedømmet til for at blive munk. Hans tid på tronen er den næstlængste i skotsk historie. 
Under sin tid på tronen måtte Konstantin kæmpe mod norske hære og vikinger, som kom på plyndringstogter på nord- og vestsiden af Skotland. Det tidligste af disse sammenstød, som er kendt nåede sit højdepunkt i slaget ved Scones i 904, da vikingerne blev tvunget til at forlade Skotland. Inden det havde de forårsaget store ødelæggelser, specielt nær Dunkeld og Alba.
Konstantin forsøgte derefter at udvide riget sydover, i hvert fald ikke tabe land, ind i det angelsaksiske Northumbria. I tillæg til angelsakserne mødte han også der vikinger, som havde slået sig ned i området. Han kæmpede to gange mod Ragnall, en vikingehøvding af Uí Ímair-slægten, som senere fik herredømme i Jorvik, i slagene ved Corbridge i 914 og 918. Skotterne vandt begge slag, og vikingerne udgjorde efter dette ikke længere nogen trussel i området.
Han var involveret i en tilpasning af kristendommen til at blive mere keltisk; det ser ud til, at han gjorde dette indenfor kirkens rammer. Han introducerede også systemet med jarler i Skotland og gav dem titlen mormaer. 
Hans kones navn, og hvornår han giftede sig, er ikke kendt. Man ved, at han fik mindst tre børn, to sønner og en datter. Datteren, hvis navn er ukendt, giftede sig i 937 med kong Olav 3. Guthfridsson af Dublin. Dette forbedrede og stabiliserede forholdet til de norrøne beboere vest for Skotland.
I slaget ved Brunanburh i 937 blev han slået af kong Adalstein af England. En af Konstantins sønner, Cellach, faldt i slaget. Hans anden søn, Indulf blev senere konge af Skotland. 
I 942 eller 943 abdicerede han til fordel for Malcolm og gik i Culdee-klosteret i St Andrews, Fife. Der blev han med tiden abbed. Han døde fredeligt i 952 og blev sandsynligvis begravet i klosteret.